# Lempuing
Lempuing is een bestuurslaag in het regentschap Bengkulu van de provincie Bengkulu, Indonesië. Lempuing telt 4570 inwoners (volkstelling 2010).